# 熊谷伸一郎
熊谷 伸一郎（くまがい しんいちろう、1976年8月10日 - ）は、日本の著述家・雑誌編集者。

## 経歴
神奈川県横浜市生まれ。高校中退後、古書店で働く。1994年、大学入学資格検定を受験し、創価大学に進学するが中退。フリーランスのライターとして、環境や石原慎太郎都政、自然保護・日中関係・沖縄・在日外国人問題など幅広いテーマでルポを各紙に掲載した。2007年1月から岩波書店社員となり、雑誌『世界』編集部に所属。2018年9月号より編集長。しかし編集方針などを社長が問題視したことを報じられた後、2022年11月号を最後に退任した。
2023年、岩波書店を退社し独立。2024年1月に新たな独立系出版社「地平社」を立ち上げ、同年6月に編集長として新たな月刊論壇誌『地平』を創刊。
ライフワークとして元日本軍兵士の戦場体験の聞き取りを進めている。東京都八王子市在住で、地元の「九条の会」にも参加、八王子平和市民連絡会呼びかけ人。八王子市民のがっこう「まなび・つなぐ広場」共同代表。2012年と2014年の東京都知事選挙に際して宇都宮健児の選挙対策本部の事務局長を務めている。

## 著書
- 『なぜ加害を語るのか - 中国帰還者連絡会の戦後史』 岩波書店〈岩波ブックレット No.659〉、2005年8月、ISBN 4-00-009359-2
- 『金子さんの戦争 - 中国戦線の現実』リトルモア、2005年8月、ISBN 4898151566
- 『「反日」とは何か - 中国人活動家は語る』中央公論新社〈中公新書ラクレ 224〉、2006年8月、ISBN 4121502248

## 共著
- 熊谷伸一郎編『私たちが戦後の責任を受けとめる30の視点』合同出版、2009年9月、ISBN 978-4-7726-0394-2

## 関連用語
- 金子安次
- 中国帰還者連絡会
- 撫順の奇蹟を受け継ぐ会